# São Tomé và Príncipe thuộc Bồ Đào Nha
Quần đảo São Tomé và Príncipe trở thành thuộc địa của Bồ Đào Nha từ năm 1470 cho đến khi quần đảo này được trả tự do vào năm 1975.

## Lịch sử
Các nhà thám hiểm người Bồ Đào Nha là João de Santarém và Pêro Escobar đã khám phá ra quần đảo São Tomé và Príncipe vào khoảng năm 1470, và không hề có sự hiện diện của con người. Đảo São Tomé được người Bồ Đào Nha đặt tên để vinh danh Thánh Thomas, vì họ phát hiện ra hòn đảo vào ngày lễ của ông, trong khi đảo Príncipe (đảo của Hoàng tử) được đặt tên để vinh danh Afonso, Hoàng tử Bồ Đào Nha.
Nỗ lực định cư đầu tiên trên quần đảo bắt đầu vào năm 1485, khi Nhà vua Bồ Đào Nha trao cho João de Paiva hòn đảo São Tomé. Tuy nhiên, nỗ lực này đã không thành công, bởi vì những người định cư không thể sản xuất lương thực trong điều kiện và khí hậu ở đảo, và vì các bệnh nhiệt đới ảnh hưởng đến những người định cư. Chỉ đến năm 1493 khi Vua John II của Bồ Đào Nha bổ nhiệm Álvaro Caminha làm người đứng đầu đảo São Tomé, khu định cư thành công đầu tiên mới được thành lập. Trong số những người định cư Bồ Đào Nha này, có một phần đáng kể tội phạm và trẻ mồ côi, cũng như trẻ em Do Thái bị bắt từ cha mẹ của chúng để đảm bảo rằng chúng được nuôi dạy như những người theo đạo Thiên chúa. Việc định cư đảo Príncipe được bắt đầu vào năm 1500.